# Michael Braulke
Michael Braulke (* 22. Juni 1941 in Greifswald/Pommern) ist ein deutscher Wirtschaftswissenschaftler und Professor für VWL/Außenwirtschaftstheorie an der Universität Osnabrück.

## Leben und beruflicher Werdegang
Michael Braulke besuchte die Volksschule in Wernigerode, Niedererlenbach und Braunfels, sowie das Gymnasium in Wetzlar und Salem. In Salem legte er 1969 das Abitur ab. Anschließend begann er eine Verlagslehre in Frankfurt am Main, die er 1962 mit der Gehilfenprüfung abschloss. Von 1962 bis 1968 studierte Braulke Volkswirtschaftslehre an der J. W. Goethe-Universität in Frankfurt am Main. An das Studium schloss sich 1972 die Promotion am Lehrstuhl von Heinz Sauermann an.
Von 1973 bis 1976 war er als Desk Economist in der Asienabteilung des Internationalen Währungsfonds in Washington und von 1975 bis 1976 als Berater für die Weltbank in Washington im Zusammenhang mit der Finanzreform in Birma tätig. Es folgte von 1976 bis  1984 eine Tätigkeit als wissenschaftlicher Assistent an der Fakultät für Wirtschaftswissenschaften und Statistik der Universität Konstanz und am Lehrstuhl Harald Gerfin, sowie  von 1982 bis 1984 als Privatdozent an der Universität Konstanz. 1984 übernahm Braulke eine C3-Professor für Volkswirtschaftslehre mit dem Schwerpunkt Außenwirtschaft an der Universität Osnabrück (beurlaubt von 1992 bis 1995).

## Bekannte ehemalige Doktoranden seines Lehrstuhls
- Frank Westerhoff, Inhaber des Lehrstuhls für VWL, insb. Wirtschaftspolitik an der Otto-Friedrich-Universität, in Bamberg.
- Niko Paech, Außerplanmäßiger Professor an der Carl von Ossietzky Universität in Oldenburg.

## Publikationen (Auswahl)
Michael Braulke hat zahlreiche Aufsätze in Fachzeitschriften veröffentlicht und Beiträge in Sammelwerken verfasst.
- „Methodische und geschichtliche Grundlagen“ und „Koordination der Einzelwirtschaften und Wirtschaftsordnung“, in: Deutsches Institut für Fernstudien an der Universität Tübingen (Hrsg.), Funkkolleg Volkswirtschaftslehre, Studienbegleitbrief 1, Weinheim: J. Beltz, 1971, 16–20, 41–70
- „Preistheorie“, in: Deutsches Institut für Fernstudien an der Universität Tübingen (Hrsg.), Funkkolleg Volkswirtschaftslehre, Studienbegleitbrief 3, 7–78.
- Ausbildungsinvestitionen und wirtschaftliches Wachstum. Dissertation, Frankfurt am Main, 1972.
- „A Note on Rationing, Quantity Constraints, and Consumption Theory“, Diskussionsbeiträge der Fakultät für Wirtschaftswissenschaften und Statistik der Universität Konstanz, A-138 (April 1980).
- Über die Wirksamkeit der Preispolitik in Entwicklungsländern, Habilitationsschrift, Konstanz, 1981.
- „Preiskontrolle und Schwarzmärkte aus der Sicht des Konsumenten“, in Milde, H. und H. G. Monissen (Hrsg.), Rationale Wirtschaftspolitik in komplexen Gesellschaften, Gérard Gäfgen zum 60. Geburtstag, Stuttgart: Kohlhammer, 1985, 443–453.

Meinders & Elstermann, 1990, 236–242.
- Evers, Willem, Michael Braulke et al., Myanmar – Staff Report for the 1994 Article IV Consultation, IMF Staff Memorandum 94/226, Washington, D.C.: International Monetary Fund, August 1994.
- Braulke, Michael, Robert Kahn, Myanmar – Statistical Tables, IMF Staff Memorandum 94/233, Washington, D.C.: International Monetary Fund, August 1994.
- Braulke, Michael, Erich Spitäller, „Foreign Investment in Viet Nam is Strong and Growing“, IMF Survey, 24 (August 14, 1995), 249 und 258-59.
- Dodsworth, John R., Erich Spitäller, Michael Braulke et al., Viet Nam, Background Papers, IMF Staff Country Report, No. 95/92, September 1995.
- Braulke, Michael, Wayne Camard et al., Viet Nam – Statistical Tables, IMF Staff Country Report, No. 95/93, Washington, D.C.: International Monetary Fund, September 1995.
- Dodsworth, John R., Michael Braulke et al., Myanmar, Recent Economic Developments, IMF Staff Country Report, No. 95/126, Washington, D.C.: International Monetary Fund, Dezember 1995.
- Dodsworth, John R., Erich Spitäller, Michael Braulke et al., Viet Nam: Transition to a Market Economy, Occasional Paper 135, Washington, D.C.: International Monetary Fund, March 1996.
- „Setting of Economic Reform“, „Recent Macroeconomic Performance and Structural Reforms“ und „Legal and Constitutional Reform“, in: Otani, Ichiro, and Chi Do Pham (Hrsg.): The Lao People’s Democratic Republic: Systemic Transformation and Adjustment, Occasional Paper 137, Washington, D.C.: International Monetary Fund, Mai 1996, 6–13, 14–19 und 58–60.
- Berninghaus, Siegfried K., Michael Braulke (Hrsg.), Beiträge zur Mikro- und zur Makroökonomik, Festschrift für Hans Jürgen Ramser, Berlin etc.: Springer, 2001
- Braulke, Michael, Niko Paech, „The Competitive Industry in Short-Run Equilibrium: The Impact of Less than Perfectly Elastic Markets“, in: Berninghaus, Siegfried K., Michael Braulke (Hrsg.), Beiträge zur Mikro- und zur Makroökonomik, Festschrift für Hans Jürgen Ramser, Berlin etc.: Springer, 2001, 93–98.